# 鵜島 (今治市)
鵜島（うしま）は、瀬戸内海のほぼ中央、大島と伯方島との間の宮窪瀬戸にある小島。芸予諸島の一部をなし、愛媛県今治市に属する。

## 地理
南北約1.5キロ、東西約0.8キロ、面積0.76km2の小島で、周囲は集落のある地域を除いて崖となっている。島の中心は標高84mの小高い山となっている。付近は潮の流れも速く、渦潮もみられる。
地名の由来
島名は、足利義満が一つがいの鵜を下賜し、海に放すと鵜が繁殖したことから付けられたものとされている。

## 歴史
中世には能島村上水軍の船隠し場や水のみ場が設けられ、代官所、奉行所、造船所まであったとされ、遺跡も残されている。島の南端には城郭跡もあり、鵜島の西にある能島とともに史跡に指定されている。
水軍が去ってのち、江戸時代初期に佐島（弓削島の属島）から農民が移り住んだ。その後、今治藩に属し、「宇島」「右島」とも書かれていた。織田信長の末孫といわれる織田信義が獅子狩の功をもって今治藩主・藤堂高吉よりこの島を拝領し、代々島の組頭を務めていた。島内には、第4代組頭の織田権四郎が1772年（明和9年）に建立した堂がある。近年、島民が村上水軍の歴史を示すために、手製の簡素な物見やぐらを再現して建てている。

## 生活
かつては柑橘類やラッキョウの栽培が盛んだった。明治から大正にかけては造船所もあった。1960年（昭和35年）には国勢調査による人口206人との記録がある。みかん農家がある。また，大正から昭和時代には海運も盛んに行われていた。現在島民は23名である（平成27年国勢調査）。また、島民の姓は、織田（平氏）福羅（源氏）の二つである

## 交通
宮窪（大島）、伯方島との間のフェリーが鵜島にも寄航している。